# Camponotus langi
Camponotus langi é uma espécie de inseto do gênero Camponotus, pertencente à família Formicidae.